# Marlierea ventuarensis
Marlierea ventuarensis är en myrtenväxtart som beskrevs av Bruce K. Holst. Marlierea ventuarensis ingår i släktet Marlierea och familjen myrtenväxter. Inga underarter finns listade i Catalogue of Life.